# Дориа Памфили, Джузеппе Мария
Джузеппе Мария Дориа Памфили (итал. Giuseppe Maria Doria Pamphilj; 11 ноября 1751, Генуя, Генуэзская республика — 10 февраля 1816, Рим, Папская область) — итальянский куриальный кардинал и папский дипломат. Титулярный архиепископ Селевкии Исаврийской с 27 февраля 1773 по 14 февраля 1785. Апостольский нунций во Франции с 6 сентября 1773 по 14 февраля 1785. Помощник Папского трона с 8 сентября 1773 по 14 февраля 1785. Государственный секретарь Святого Престола и Префект Священной Конгрегации Священной Консульты с 16 марта 1797 по 29 августа 1799. Про-камерленго Святой Римской Церкви с 10 ноября 1801 по 19 мая 1814. Про-государственный секретарь Святого Престола с 2 февраля 1808 по 23 марта 1808. Вице-декан Священной Коллегии кардиналов с 26 сентября 1814 по 10 февраля 1816. Кардинал-священник с 14 февраля 1785, с титулом церкви Сан-Пьетро-ин-Винколи с 11 апреля 1785 по 20 сентября 1802. Кардинал-священник с титулом церкви Санта-Чечилия с 20 сентября 1802 по 10 февраля 1816. Кардинал-епископ Фраскати с 26 сентября 1803 по 26 сентября 1814. Кардинал-епископ Порто и Санта-Руфины с 26 сентября 1814 по 10 февраля 1816.

## Биография
Брат кардинала Антонио Дориа Памфили и дядя кардинала Джорджо Дориа Памфили.